# Ardeshīr Maḩalleh
Ardeshīr Maḩalleh (persiska: اردشير محله) är en ort i Iran.   Den ligger i provinsen Mazandaran, i den norra delen av landet, 180 km nordost om huvudstaden Teheran. Ardeshīr Maḩalleh ligger 2 meter över havet och antalet invånare är 524.
Terrängen runt Ardeshīr Maḩalleh är platt, och sluttar norrut. Runt Ardeshīr Maḩalleh är det ganska tätbefolkat, med 111 invånare per kvadratkilometer. Närmaste större samhälle är Sari, 8,8 km sydväst om Ardeshīr Maḩalleh. Trakten runt Ardeshīr Maḩalleh består till största delen av jordbruksmark.